# Tipula (Arctotipula) smithae
Tipula (Arctotipula) smithae is een tweevleugelige uit de familie langpootmuggen (Tipulidae). De soort komt voor in het Nearctisch gebied.